# Naughty America
Naughty America és una productora de cinema pornogràfic que s'especialitza en les fantasies (la majoria del seu contingut consisteix en el reality porno). Els seus estudis són a Los Angeles (Califòrnia), i les seves oficines corporatives tenen la seva seu a San Diego (Califòrnia). Naughty America pertanyia anteriorment a La Touraine Inc, tanmateix la seva entitat com a empresa va canviar en el mes de juny de l'any 2008. La companyia disposa d'un equip de guionistes femenines, i diu que produeix continguts que no degraden a les actrius. La companyia es distingeix de llocs semblants per filmar escenes que siguin de contingut no degradant. Tanmateix es una companyia que s'especialitza en produccions per adults.

## Història
Va començar al juny de 2000 amb una plantilla amb poc personal amb el nom de SoCal Cash, la companyia va canviar el seu nom al març de 2004 i va anomenar-se Naughty America, amb una plantilla de 60 persones. Naughty America té un catàleg d'aproximadament 70 DVDs que inclou les seves produccions en la seva pàgina web. Aquests DVD's es distribueixen per tot el món a través de Pureplay Media des del novembre de 2005. L'agost de 2007, Naughty America va començar a publicar The Naughty American, un lloc web de notícies i comentaris enfocats al voltant dels Estats Units. La publicació, coneguda col·loquialment com a TNA, es pot trobar a la seva pàgina oficial. A començaments de 2008, el lema de Naughty America va canviar de The Difference Is Here (La diferència és aquí) al Nobody Does It Better (Ningú ho fa millor). PornoTube també té a Naughty America com un dels seus canals oficials.

## Actrius
Les actrius més destacades que han treballat per Naughty America són: Emma Starr, Nikki Benz, Esperanza Gómez, Lisa Ann, Raylene, Amber Lynn, Bree Olson, Carmella Bing, Devon Lee, Devon Michaels, Eva Angelina, Gianna Michaels, Ice La Fox, Jada Fire, Julia Ann, Julia Bond, Katja Kassin, Kylie Ireland, Monica Mayhem, Monica Sweetheart, Naomi Russell, Nina Hartley, Penny Flame, Puma Swede, Rita Faltoyano, Roxy Jezel, Sandra Romain, Sasha Grey, Shyla Sylez, Teagan Presley, Trina Michaels, Vanessa Blue i Vicky Vette, entre moltes altres.